# Floriano Ambrosini
Floriano Ambrosini (né en 1557 à Bologne, dans l'actuelle Émilie-Romagne, alors dans les États pontificaux et mort dans la même ville en 1621) est un architecte italien du XVIe siècle.

## Principaux travaux
- Autel de la chapelle du Rosaire Basilique San Domenico (Bologne).